# STS-45
STS-45 — космический полёт MTKK «Атлантис» по программе «Спейс Шаттл» (46-й полёт программы и 11-й полёт Атлантиса). 1-й запуск атмосферной лаборатории «АТЛАС-1» в составе «Спейслэб».

## Экипаж
- (НАСА): Чарльз Болден (3)[2] — командир;
- (НАСА): Брайан Даффи (1) — пилот;
- (НАСА): Кэтрин Салливан (3) — специалист по грузу;
- (НАСА): Дэвид Листма (3) — специалист полёта-1;
- (НАСА): Майкл Фоул (1) — специалист полёта-2;
- (ЕКА): Фримаут, Дирк (единственный) — специалист по полезной нагрузке 1;
- (НАСА): Байрон Лихтенберг (2) — специалист по полезной нагрузке 2;

## Параметры полёта
- Масса аппарата при старте — 93 009 кг;
- Грузоподъёмность — 9 947 кг;
- Наклонение орбиты — 57°;
- Период обращения — 90,3 мин;
- Перигей — 282 км;
- Апогей — 294 км.

## Миссия
Астронавты проводили эксперименты с электронной пушкой, получая искусственные полярные сияния и генерируя радиоволны, которые принимались на Земле. Экипаж проводил серию биологических опытов, в том числе тех, которые расширяют знания о воздействии невесомости на организм человека. Полёт шаттла был продлён на сутки от запланированного графика. За всю историю программы «Спейс Шаттл» в 12-й раз НАСА принимает решение о продлении полёта.

## Эмблема
Разработана членами экипажа, изображает «Спейс Шаттл», стартующий на орбиту с высоким наклонением из космического Центра Кеннеди. С орбиты лаборатория ATLAS может наблюдать Землю, Солнце и другия объекты космоса. В центре эмблемы — Земля, являющаяся основным объектом исследования, а также восходящее Солнце. По окружности эмблемы размещены фамилии астронавтов. «Лишняя», 8-я звезда, «принадлежит» альтернативному специалисту по грузу шаттла.

## Галерея

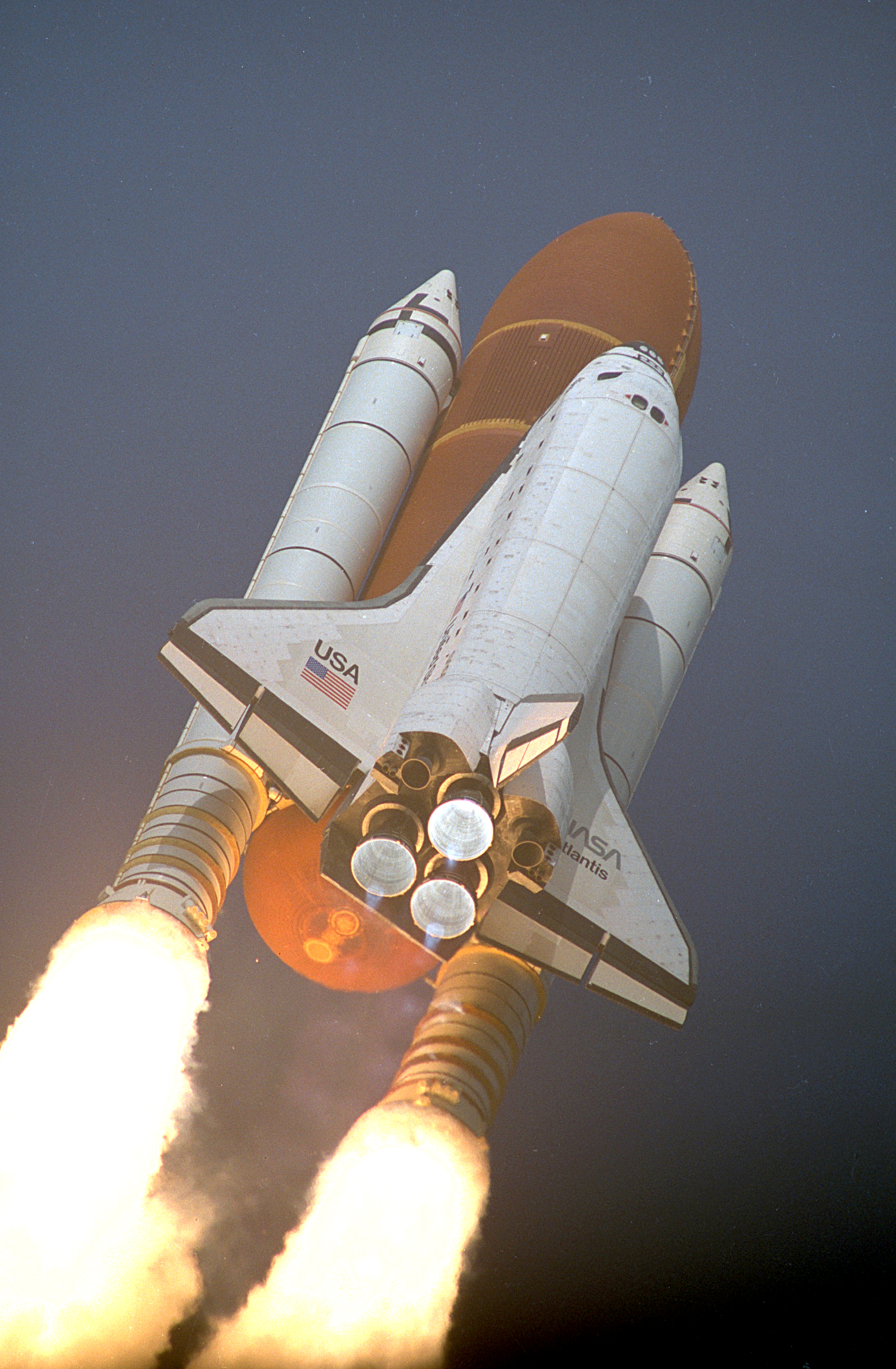
Старт миссии STS-45.
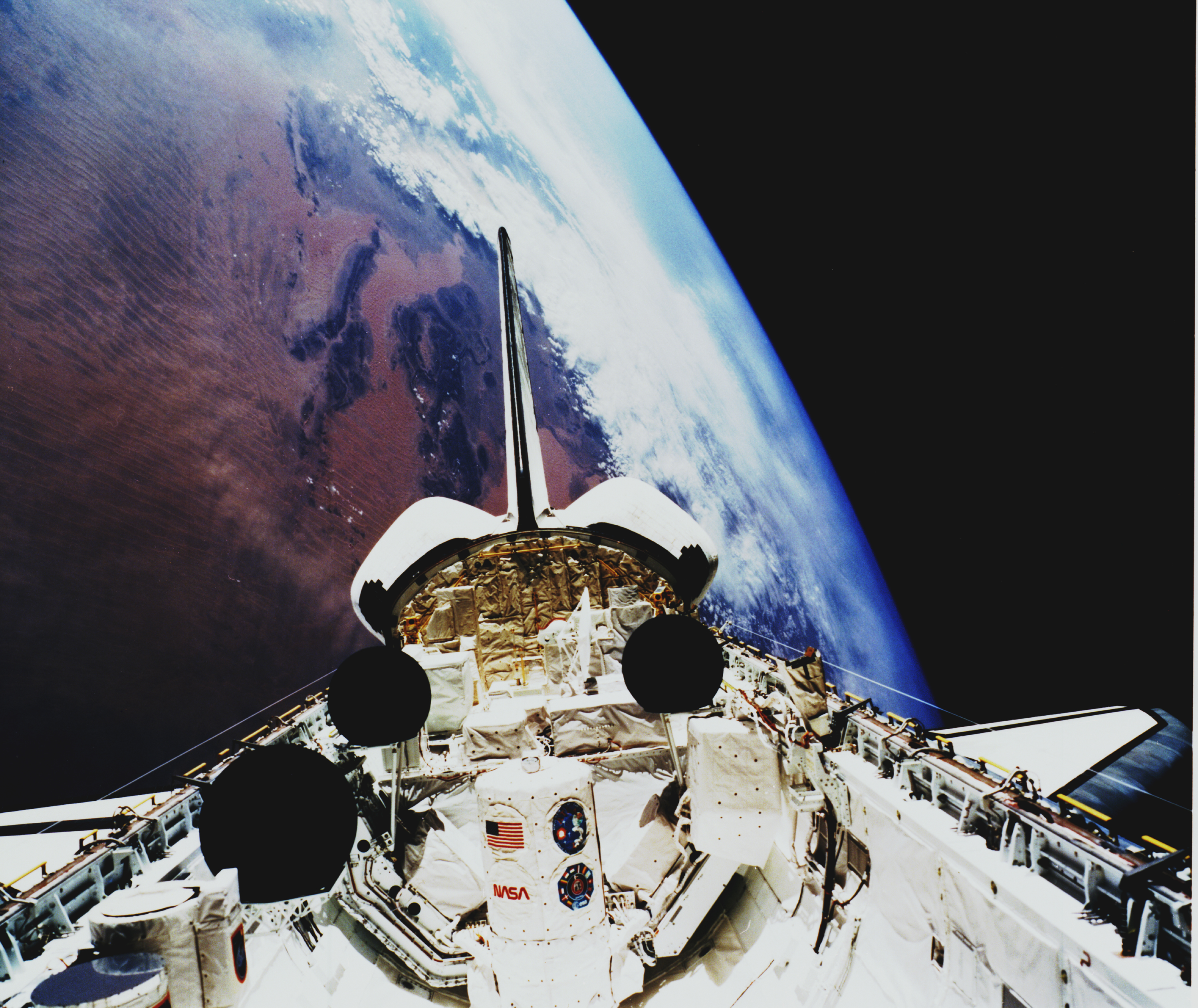
Грузовой отсек шаттла Атлантис.
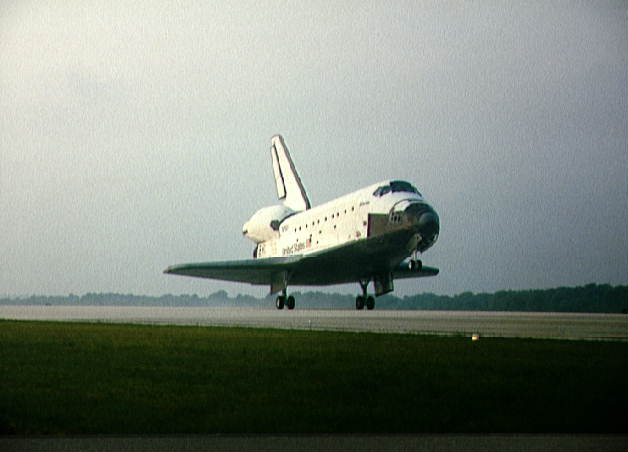
Окончание миссии STS-45.